# Spoorlijn Jönköping - Vaggeryd
De spoorlijn Jönköping - Vaggeryd (Zweeds: Vaggerydsbanan) is een spoorlijn in het zuiden van Zweden in de provincie Jönköpings län. De lijn verbindt de plaatsen Jönköping en Vaggeryd met elkaar.
De spoorlijn is 38 kilometer lang en werd in 1894 in gebruik genomen.

## Afbeeldingen

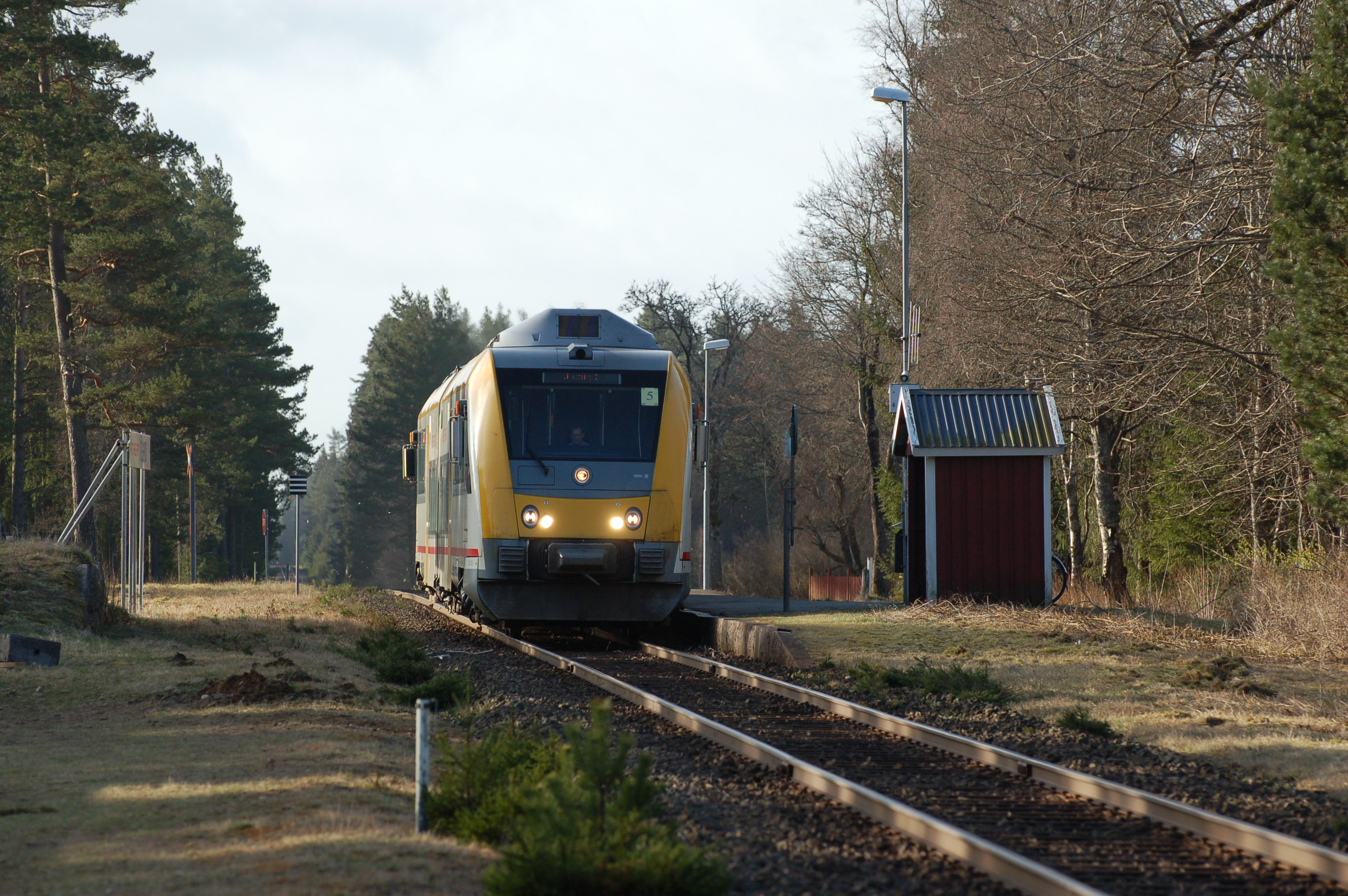
Bij Ekeryd
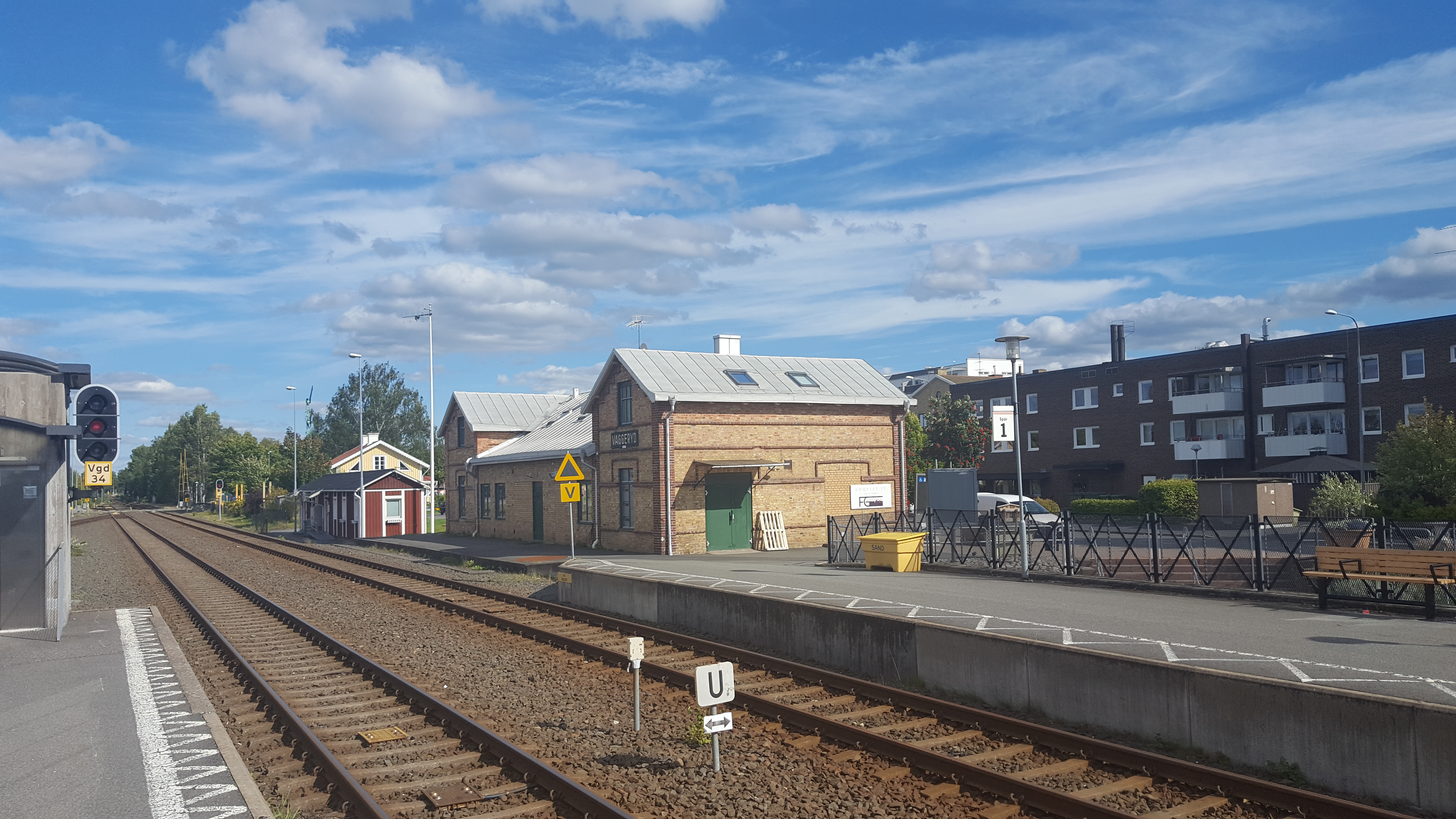
Station Vaggeryd